# Völlig meschugge?!
Völlig meschugge?! ist eine sechsteilige Fernseh-Miniserie, die sich an Kinder und Jugendliche richtet und altersgerecht die Problemkreise Mobbing, Rassismus und Antisemitismus thematisiert. Sie wurde im Herbst 2021 im Auftrag des ZDF unter der Regie von Frank Stoye produziert und ab dem 19. April 2022 im Abendprogramm des KiKA erstausgestrahlt. Verantwortliche Redakteurin im ZDF ist Katrin Pilz.

## Handlung
Die Teenager Charly, Benny und Hamid sind beste Freunde. An ihrer Schule wird Charly gemobbt, Hamid rassistisch beleidigt und Benny antisemitisch angegriffen, nachdem bekannt wird, dass seine Familie jüdischen Glaubens ist. Als Hamid in Verdacht gerät, in der Schule Handys gestohlen zu haben, wird die Freundschaft der drei zwischenzeitlich schwer belastet. Benny ist den Anfeindungen auf Dauer nicht gewachsen und er zieht sich in eine Höhle zurück, die er einst mit seinem Großvater und seinen Freunden erkundet hat. Hier stürzt er schwer und bleibt verletzt liegen. Charly und Hamid finden ihn und gemeinsam fühlen sie sich nun stark genug, gegen den Hass an ihrer Schule und die Untätigkeit des Schulpersonals anzugehen.

## Episoden
Die Episodentitel sind jiddischen Begriffen entlehnt. „Meschugge“ im Serientitel steht für verrückt, in den Episodentiteln steht „Mischpoke“ für „Familie“ oder „Bande“, „Zoff“ für „Streit“, „Schlamassel“ für „Unglück“,  „Stuss“ für „Unsinn“, „Bammel“ für Angst, „Tacheles“ für „zur Sache“.
1. Schöne Mischpoke
2. Zoff unter Freunden
3. Im Schlamassel
4. Kompletter Stuss!
5. Bammel um Benny
6. Jetzt aber Tacheles

## Hintergrund
Die Serie wurde von Andreas Steinhöfel, Klaus Döring und Adrian Bickenbach als Originalstoff entwickelt und geschrieben.
Basierend auf den Drehbüchern entstand die gleichnamige Graphic Novel von Andreas Steinhöfel und Melanie Garanin, die verschiedene Aspekte der Serie noch vertieft.
Die Dreharbeiten fanden im Herbst 2021 in Bayern statt. Gedreht wurde in München und Umgebung, in Dachau sowie in Aichach. Der FilmFernsehFonds Bayern hat das Projekt mit 430.000 Euro unterstützt.
Die Erstausstrahlung erfolgte ab dem 19. April 2022 im Abendprogramm des KiKa, begleitet von einer logo!-extra-Ausgabe zum Thema Jüdisches Leben.

## Rezeption
„Die Serie macht deutlich, was Judenhass ist. Wenn jemand gegen jüdische Menschen ist und diese beleidigt oder beschimpft, bedroht oder sogar angreift, weil sie jüdisch sind, ist das Antisemitismus – eine Form des Rassismus. Darüber hinaus zeigt sie, dass es nicht nur in der Vergangenheit, sondern gerade in unserer heutigen Zeit Antisemitismus gibt.“

Deutschlandfunk Kultur nannte die Serie „ambitioniert“.
Andreas Steinhöfel will mit der Serie Kinder dazu aufrufen, sich selbst zu überprüfen, was ihnen ihre eigenen Freundschaften wert sind und wie sie selbst mit Vorurteilen umgehen. „Wir thematisieren aber auch die Hilflosigkeit der Erwachsenen. Da kommen dann die Lehrer auf die Idee, ein Konzentrationslager zu besuchen. Das ist zwar gut gemeint, geht dann häufig an den Kindern völlig vorbei. Die Kommen dann von einer Überforderungssituation in die nächste. Da sind wir Erwachsene auch aufgefordert, uns wieder mehr in die Kinder hereinzudenken.“

## Merchandise
Im Frühjahr 2022 erschien der in der Serie gezeigte Comic aus der Sicht von Charlie (Autor: Andreas Steinhöfel, Illustrationen: Melanie Garanin).